# Monestir de Dysert O'Dea
El Monestir de Dysert O'Dea (en anglès: Dysert O'Dea Monastery) es troba prop de Corofin al comtat de Clare, a Irlanda.
Es tracta de les restes d'un monestir cristià primitiu que va ser fundat per St. Tola, que va morir prop del any 735, encara que la major part de les edificacions actuals daten del període a partir del segle xii.
El monestir de Dysert O'Dea és el lloc on es troba l'església de Dysert O'Dea i les restes d'una torre de ronda. L'església conté moltes tombes llargues oblidades amb algunes creus. Les parts més interessants de l'església són la finestra de l'est, que està fet cap amunt amb tres arcs elevats, i la porta d'entrada bellament tallada, feta de quatre arcs.